# Algebraická geometrie
Algebraická geometrie je matematická disciplína nacházející se, jak už název napovídá, na rozhraní algebry a geometrie. Používá metody komutativní algebry pro řešení geometricky formulovaných problémů. Je jednou z nejrozvíjenějších disciplín moderní matematiky a má řadu styčných bodů s ostatními disciplínami matematiky – zejména komplexní analýzou, topologií a teorií čísel.
Impulsem k rozvoji algebraické geometrie byly pokusy řešit polynomiální rovnice více proměnných. Algebraická geometrie se zabývá obecnými vlastnostmi řešení těchto rovnic a jejich soustav.